# DNA²
DNA² (яп. Ｄ・Ｎ・Ａ＾２ ～何処かで失くしたあいつのアイツ～ DNA² Дококадэ Накусита Аицуно Аицу) — манга Масакадзу Кацуры, вышедшая в 1993 году. В 1994 году также вышла аниме-адаптация.

## Сюжет
В будущем Земля страдает от перенаселения и наличие более одного ребёнка в семье карается по закону. Однако, как выясняется некий мега-плейбой Дзюнта Момонари сумел завести сотню детей, от сотни женщин. Сам плейбой к тому времени как это было обнаружено уже умер, но благодаря унаследованным от него генам, его дети столь же неотразимы как и их отец. Таким образом, они также угрожают Земле перенаселением. Обнаружение таких детей и исправление их ДНК достаточно трудоемко и ввиду этого было принято решение отправить в прошлое агента, который разберется с их отцом. Этим агентом стала главная героиня, Карин Аой. Однако, вместо того что бы исправить гены Дзюнты, она по ошибке превратила его в плейбоя.

## Персонажи
Дзюнта Момонари (яп. 桃生 純太 Момонари Дзюнта) — главный герой. Благодаря ошибке Карин, представляет собой две личности — изначальную личность Дзюнты и личность Мегаплейбоя (яп. メガプレイボーイ Мэгапурэибо:й). По прикидкам Карин, Дзюнта полностью превратится в Мегаплейбоя в течение трех лет. Также, он страдает аллергией на девушек — стоит Дзюнте увидеть что-то сексуальное и его начинает рвать. Единственная, на кого у него нет аллергии — его подруга детства, Ами Куримото. После первой же встречи он влюбился в Карин и не скрывает своих чувств к ней. Однако, та считает его чувства следствием изменения ДНК и поэтому держит его на расстоянии. Тем не менее, связавшись с её начальством Дзюнта добился что бы Карин осталась вместе с ним, дабы помочь ему побороть личность Мегаплейбоя. Под её руководством он научился использовать силы своего альтер эго. Однако, на самом деле Мегаплейбой сам передал ему часть своей силы и по прежнему значительно превосходит Дзюнту. Личность Мегаплейбоя, в отличие от Дзюнты свободна от аллергии на девушек. Также Мегаплейбой вызывает у девушек непреодолимое влечение к себе. В свою очередь он обходителен с ними и всегда готов защитить. В изначальном ходе истории его способности должны были ограничиться только этим и он должен был завести сотню детей. Однако, благодаря тому что некий Мори изменил состав использованный Карин, Мегаплейбой также приобрел способности великолепного пси-солдата и таким образом обеспечил Мори сотней детей с развитыми пси-способностями. Также появился и сто первый ребенок — самый могущественный и единственный, кто унаследовал характер Дзюнты. К Дзюнте которого он называет «ДНК-1», Мегаплейбой относится с уважением, стараясь не навязывать ему свою волю. Но лишь при условии что это не ставит «его» девушек под угрозу. В итоге предал своё альтер эго и был побежден Дзюнтой.
Сэйю: Кэйити Намба
Карин Аой (яп. 葵 かりん Аой Карин) — главная героиня, прибывшая из будущего. Её работа состоит в коррекции ДНК людей, что согласно сюжету соответственно изменяет и их личные качества. Например, внедрив гению гены идиота, можно заставить его поглупеть. Первым же её заданием стал Дзюнта, за которого ей пообещали сто миллионов иен (в пересчете на современный курс — десять). Этого вполне хватило бы для осуществления её мечты — выйти замуж и поселиться в собственном доме. Однако, по ошибке подстроенной Мори, она применила на Дзюнте неправильный состав. В результате Дзюнта не только стал Мегаплейбоем, но и превратился в элитного пси-солдата. Карин влюблена в Дзюнту и в будущем они поженились, зачав сто первого, самого могущественного из детей Дзюнты. Однако, поначалу считая ответные чувства Дзюнты лишь следствием изменений в его ДНК, Карин не считала их искренними и пыталась свести его с Ами. После очередного вмешательства Мори в ход истории и победы над ним она признала чувства Дзюнты, но не смогла остаться в его времени так как он также любил и Ами.
Сэйю: Миина Томинага
Ами Куримото (яп. 栗本 亜美 Куримото Ами) — подруга детства Дзюнты. Она — единственная девушка на кого у Дзюнты нет аллергии и кто устойчив к его способностям плейбоя. Ввиду аллергии Дзюнты, до появления Карин все предполагали что именно Ами станет его невестой. Как и Карин, регулярно отказывается от Дзюнты, но в итоге призналась ему в любви.
Сэйю: Хироко Касахара
Томоко Саэки (яп. 佐伯 倫子 Саэки Томоко) — одноклассница Дзюнты. Изначально флиртовала с ним просто что бы позлить своего парня, Рюдзи. Однако, благодаря постоянным изменам Рюдзи которые тот и не думал скрывать и действию плейбойских способностей Дзюнты, порвала со своим старым парнем и переключилась на Дзюнту. В итоге, однако, видя глубину чувств Рюдзи, вернулась к нему.
Сэйю: Мэгуми Хаясибара
Котоми Таканаси (яп. 高梨 ことみ Таканаси Котоми) — гимнастка и подруга Ами. Когда она волнуется, она непроизвольно пукает, ввиду чего испытывает схожие с Дзюнтой проблемы с противоположным полом. Попав под действие очарования Мегаплейбоя она влюбилась в Дзюнту и стала первой девушкой, кто не смеялся над его аллергией. Он же в свою очередь стал первым человеком кто не стал смеяться над её болезнью. Совместными усилиями они смогли побороть свои болезни, но видя что Дзюнта её не любит, Котоми уехала в Германию.
Сэйю: Хэкиру Сиина
Ёкомори (яп. 横森) — непосредственный начальник Карин.
Сэйю: Рюносукэ Обаяси
Лулара Кавасаки (яп. 川崎 るらら Кавасаки Рурара) — самая молодая из детей Дзюнты. Она и ребёнок Карин — единственные из детей Дзюнты, кто ещё не завел собственных. Ради исполнения воли Мори, она хотела завести наиболее могущественного ребёнка, но не могла найти себе парня по вкусу. В итоге компьютер определил, что наилучшим вариантом для неё будет Дзюнта. Так как Мегаплейбой был побежден Дзюнтой, она исчезла как и все его остальные дети.
Сэйю: Сакико Тамагава
Дзюн Момонари (яп. 桃生 ジュン Момонари Дзюн) — сын Дзюнты и Карин, стопервый ребёнок возникший благодаря вмешательству Мори в ход истории. Единственный из детей Дзюнты, кто унаследовал его доброе сердце и не покорился Мори, а также самый могущественный из них. Хотя он и смог в одиночку одержать верх над остальными детьми Дзюнты, множество людей уже было убито. Поэтому он послал Карин состав, превращающий Дзюнту в обычного человека, дабы его дети не появлялись вовсе.
Рюдзи Сугасита (яп. 菅下 竜二 Сугасита Рю:дзи) — парень Томоко. Помимо Томоко он встречался с множеством других девушек, что ни от кого и никогда не скрывал. В итоге Томоко это надоело и она стала флиртовать с Дзюнтой, а после того как попала под действие очарования Мегаплейбоя — бросила Рюдзи окончательно. Благодаря очередной ошибке Карин, Рюдзи приобрел способность копировать внешность людей, а после физического контакта с ними — воспроизводить силу их ДНК. Все свои новоприобретенные силы он бросил на то что бы отомстить Дзюнте и вернуть Томоко. Он не смог вызвать её ответных чувств ни попытками выдать себя за Дзюнту, ни публичным отречением от всех своих девушек и в итоге несмотря на то что чувства к Томоко давали ему огромную силу, был побежден Мегаплейбоем. В бою с ним он раскаялся в своих прежних действиях и единственное что в нём осталось неизменным — ненависть к Дзюнте. Несмотря на его поражение, видя сколько усилий он прикладывает ради своей любви, Томоко в итоге вернулась к нему.
Сэйю: Такэхито Коясу
Мори (яп. 森) — главный злодей. Именно он подстроил ошибку Карин, дабы сделать из детей Дзюнты собственную армию и уничтожить с её помощью излишки человечества. Так как в результате его действий появился наиболее могущественный и неподконтрольный ему стопервый ребенок Дзюнты и Карин, Мори пытался убить Карин. Однако, проиграл и покончил жизнь самоубийством.
Сэйю: Дзюн Хадзуми

## Медия

### Манга
Манга DNA² была опубликована в японском журнале Weekly Shōnen Jump с 1993 года № 36 по 1994 № 29 и состоит из 42 глав, собранных в 5 томах.

### Аниме
В 1994 году также вышла аниме-адаптация. Перед выходом аниме на DVD ходили слухи, что оригинальные записи сгорели в пожаре. Многие говорили, что ввиду этого любой DVD релиз будет неудачным. Но утрата оригинала оказалась только слухами.

## Критика
По описанию рецензии ANN, будучи наполненной привычным для Масакадзу Кацуры дизайном персонажей, история заставляет вспоминать его ранние работы.